# Любомирская, Мария Фёдоровна
Княжна Мария Фёдоровна Любомирская (пол. Marianna Lubomirska; по первому мужу Потоцкая, по второму графиня Зубова, по третьему Уварова; 16 июля 1773 — 15 марта 1810) — известная в своё время красавица-полька, последовательно состоявшая в браках с А. П. Потоцким, графом В. А. Зубовым и генералом Ф. П. Уваровым.

## Биография
Старшая дочь богатого князя Каспера Любомирского (1724—1780), владевшего среди прочих волынских местечек городом Звягель, и Барбары, внучки коронного гетмана И. А. Любомирского. Родилась в городе Хмельнике, где её отец занимал пост старосты. В молодых годах вышла замуж за знатного негоцианта Антония Потоцкого (1761—1801), владельца Чуднова. Обогатившись на черноморской торговле, Потоцкий купил титул киевского воеводы, после же раздела Польши присягнул на верность России.
Брак был непродолжительным. Потоцкая отставила мужа ради молодого графа Валериана Зубова (1771—1804), с которым познакомилась в Варшаве в 1792 году. Жила с ним открыто, без формального развода с супругом. В октябре 1794 года, участвуя в подавлении польского восстания, генерал-майор Зубов лишился левой ноги. Сведения о трагедии дошли до Екатерины II, которая просила раненого красавца вернуться в столицу. В начале 1795 года Потоцкая последовала за Зубовым в Петербург.
Принятый при дворе как герой, он был осыпан почестями. Императрица повысила его в звании до генерал-лейтенанта и подарила дворец на Миллионной, 22. В марте 1796 года в Москве Потоцкая родила внебрачного сына, названного Платоном, в честь Зубова-старшего. Оправившись от родов, она последовала за своим «милейшим другом» в Персидский поход, где разделяла с ним все трудности военной жизни. При Павле I жила с Зубовым в его поместьях под Москвой или Петербургом.

## Графиня Зубова
В 1801 году скончался муж Марии, оставив ей богатое наследство. Через два года, когда граф Зубов официально женился на Потоцкой, их брак носил уже формальный характер. Зубов часто болел, а графиня имела большой успех в свете. Ф. В. Булгарин воспоминал:
Как два драгоценные алмаза в богатом ожерелье, блистали в высшем обществе две польки-красавицы, Мария Антоновна Нарышкина и графиня Зубова, между множеством русских красавиц... Графиня Зубова была небольшого роста, живая, веселая, имела в своем характере много амазонского, и отличалась быстрым умом.

Графиня была окружена толпой поклонников, с которыми её связывали далеко не платонические отношения. Среди них выделялись князья-генералы Алексей Щербатов и Пётр Долгоруков (1777—1806). Последний в мае 1803 года стрелялся из-за неё на дуэли с Н. М. Бороздиным и был серьёзно ранен в ногу. Врачи долго сомневались в выздоровлении Долгорукова и даже хотели ампутировать ему ногу. Позднее, в 1806 году, скоропостижная смерть Долгорукова совершенно не расстроила Зубову. Узнав о его кончине, она в тот же день веселилась на балу, чем очень удивила высший свет. Имея большие способности к танцам, она славились своим исполнением особого танца «па-де-шаль» и весь Петербург ездил смотреть, как она это делает. Поэт С. Марин писал М. Воронцову в 1803 году :
Завтра у Кутайсова спектакль — бал и еще что-то такое, то есть графиня Мария Зубова танцует шаль. Мне бы очень хотелось посмотреть, но ты, что в горести напрасно  загородило дверь мне в этот дом. Что услышу, то напишу.

## Последние годы
В июне 1804 года графиня Зубова овдовела второй раз. Она отказалась от положенного ей по закону наследства и оформила доверенность на братьев Зубовых, позволявшую им совершать любые сделки с собственностью её мужа, с условием ежегодного пособия до конца дней своих в размере 24 000 рублей. Много шума в свете наделала её связь с князем Павлом Гагариным (1777—1850), который в то время был женат на Анне Лопухиной, фаворитке покойного императора Павла. Императрица Елизавета Алексеевна в мае 1805 года писала:
Сегодня год, как начался страстный роман князя Гагарина с графиней Зубовой, и какое удивительное совпадение, что они оба так рано овдовели, муж и жена одного и другой умерли очень молодыми и полными здоровья.
В конце 1805 года графиня вышла в третий раз замуж за генерал-адъютанта шефа Кавалергардского полка Фёдора Петровича Уварова (1769—1824), весьма близкого человека к Александру I. С первых же дней замужества она объявила мужу, что продолжит вести тот образ жизни, который вела во время своего вдовства. У себя она собирала кружок своих обожателей, и, как замечал в своих мемуарах граф А. Х. Бенкендорф, «поддерживаемая хлопотами и советами своей подруги графини Е. Н. Мантейфель, полностью сбросила маску, которая вдохновляла доверие к ней её мужа». Граф А. Х. Бенкендорф признавался, что он сам пользовался моментами, когда Уваров был при дворе, и приходил к Марии Фёдоровне говорить о любви, — «Она была одна из самых соблазнительных и самых ловких женщин, и как большинство других, я был без памяти в неё влюблен».
Мария Уварова «не была красавица ни по греческому образцу, ни по каким другим пластическим образцам. Живописец и ваятель, может быть, не захотели бы посвятить ей ни кисти своей; ни резца: ведь могущество и очарование прелестей её остались бы для них неуловимыми. Кто знал её ближе, видел в ней и другие свойства, искупающие, по крайней мере в глазах постороннего, отступления от общественной дисциплины. Она была отменно добрая, благотворительная и честная, если не жена, то женщина, даже набожная в своём роде. И набожность её, несмотря на её увлечения и слабости, не была в ней ни ханжеством, ни обманом, ни лицемерием. По собственному признанию её, в физическом организме её не было врожденных свойств, объясняющих её увлечения. Зародыши этих увлечений были в сердце её, вырастали и созревали в голове и окончательно развивались на почве польской натуры».
Последние годы жизни она много болела и была разбита параличом. Умерла в марте 1810 года, оставив Уварову большое наследство, полученное ею от отца и первого мужа. Похоронена в Сергиевой пустыни, близ Петербурга, около родовой усыпальницы Зубовых; над могилой её был поставлен мраморный бюст.

## Дети
От первых двух мужей у Марии были дети:
- Эмилия Потоцкая (1790—18 ?), в первом браке замужем за генерал-майором польской службы Юзефом Калиновским (ум. 1825), во втором — за подполковником Евграфом Челищевым.
- Платон Валерианович Зубов (29.03.1796—23.09.1800), похоронен в Сергиевой пустыни в родовой усыпальнице Зубовых.

Её младшая сестра Жозефина Любомирская (1778—1851) от первого мужа Адама Валевского имела дочь Изабеллу, ставшую женой директора императорских театров князя С. С. Гагарина. Вторым мужем Жозефины был генерал Витт.